# Anatolij Alekseevič Nogovicyn
Anatolij Alekseevič Nogovicyn (in russo Анатолий Алексеевич Ноговицын?; Baryshevka, 29 aprile 1952 – Mosca, 5 novembre 2019) è stato un generale russo nato nella Repubblica Sovietica del Kazakistan. È stato colonnello generale e vice comandante dello Stato Maggiore delle Forze Armate della Federazione Russa.

## Biografia
Nel 1973 si è diplomato alla Scuola Superiore di Aviazione Militare di Armavir in Armenia (in russo Армавирское высшее военное авиационное училище лётчиков?). È stato comandante della XI Armata dell'Aviazione russa ed in questo ruolo ha organizzato nell'ottobre del 2000, assieme alla Flotta Aerea del Pacifico, un'azione dimostrativa che prevedeva il sorvolo a bassa quota da parte di alcuni Su-24MR russi della portaerei statunitense USS Kitty Hawk in navigazione nel Mar del Giappone. Durante la Guerra in Ossezia del Sud del 2008 e la conseguente crisi internazionale fra Russia e Georgia ha svolto il ruolo di principale portavoce delle forze armate russe.